# 飛機路 (高雄市)
飛機路（Feiji Rd.）為高雄市小港區的東西向道路，東起於宏平路口銜接高松路，西止於中山四路口，是高雄國際機場重要聯絡道路之一。

## 行經行政區域
- 小港區

## 沿線設施
（由東至西）
- 高雄市小港區青山國小
- 小港區濟南里活動中心
- 通國防護裝備股份有限公司高雄廠
- 小港機場員工宿舍
- 高雄國際機場
- 內政部警政署航空警察局高雄分局
- 7-ELEVEN民治門市

## 相關連結
- 高雄市主要道路列表